# Palawandvärguv
Palawandvärguv (Otus fuliginosus) är en fågel i familjen ugglor inom ordningen ugglefåglar.

## Utseende och läten
Palawandvärguven är en rätt liten uggla. Den har mörkbrun ovansida med ett vitt band bakom skuldran. Undersidan är ljusare och varmare brun med svarta teckningar. På huvudet syns ett brett och grunt V från mellan ögonen ut till spetsarna på de rätt långa örontofsarna. Den mörka ansiktsskivan kantas undertill av vitt. Ögonen är djupt orangefärgade. Den liknar mantananidvärguven som enbart förekommer på små öar utanför Palawan, men skiljer sig i ögonfärg. Lätet är ett lågt, raspigt och kväkande ljud: "gruk grrrrrrrrr".

## Utbredning och systematik
Fågeln förekommer på Palawan (sydvästra Filippinerna). Den behandlas som monotypisk, det vill säga att den inte delas in i några underarter.

## Status
Palawandvärguven tros ha ett begränsat utbredningsområde och en liten världspopulation, uppskattad till mellan 10 000 och 20 000 vuxna individer. Den minskar också i antal till följd av habitatförlust. Eftersom den verkar kunna anpassa sig till miljöer påverkade av människan verkar dock beståndet inte vara kraftigt fragmenterat. Internationella naturvårdsunionen IUCN kategoriserar arten som livskraftig.